# Capitan Blood
Capitan Blood (Captain Blood) è un film del 1935 diretto da Michael Curtiz, basato su Il capitano Blood, romanzo del 1922 di Rafael Sabatini.
Fu candidato come miglior film ai Premi Oscar 1936.

## Trama
La vicenda si svolge alla fine del XVII secolo, tra Inghilterra, Port Royal in Giamaica e l'Oceano Atlantico che separa le due isole.
Peter Blood è un medico che viene arrestato e fatto schiavo soltanto per aver soccorso e curato un ribelle. Inviato con altri prigionieri ribelli a Port Royal, riesce ad entrare nelle grazie delle autorità per le sue capacità curative diventando poi il medico personale del governatore sofferente di gotta, nonché ad affascinare Arabella, che lo aveva acquistato al mercato degli schiavi strappandolo ad un padrone ben più severo.
Durante un successivo assedio da parte della flotta spagnola, riesce a rubare una nave iberica ed a fuggire con altri schiavi dei quali diventa il capitano; inizia per lui e per il suo equipaggio una nuova vita, nella quale ottiene grandi ricchezze attraverso la pirateria. Un altro pirata, il capitano Levasseur, lo convince a mettersi in società con lui e Peter, sia pur non convinto del tutto, accetta.
Passa qualche anno, ed un nuovo incontro con il passato cambierà nuovamente la sua esistenza: il destino vuole che su una nave catturata da Levasseur vi sia Arabella, insieme ad un inviato del nuovo re di Inghilterra. Peter riesce a strappare i due dalle grinfie di Levasseur che, non essendo d'accordo, lo sfida a duello e cadrà poi ucciso, trafitto dalla sua spada. L'incontro con Arabella non è inizialmente proprio cordiale in quanto lei non condivide il fatto che lui si sia dato alla pirateria. Tuttavia l'inviato del re, con non poche difficoltà a causa della diffidenza di Peter, riesce a convincerlo a combattere contro i Francesi che avevano attaccato Port Royal: quel che riesce a far cambiare idea a Peter ed accettare è che il Re Giacomo, nemico di Blood, è stato finalmente rovesciato dal popolo inglese ribellatosi alla sua tirannia, e sul trono ora siede Guglielmo d'Orange, che vorrebbe invece Blood e l'equipaggio al suo servizio in quanto cosciente che si erano dati alla pirateria per disperazione. Peter, resosi conto che lui e il suo equipaggio sono da considerarsi finalmente uomini liberi, combatte e sconfigge i Francesi, prende possesso dell'isola in quanto il re lo aveva anche già indicato come il nuovo governatore, e convolerà a nozze con Arabella.

## Produzione
Il film fu prodotto dalla Warner Bros. (A Cosmopolitan Production).

## Distribuzione
Distribuito dalla Warner Bros., uscì nelle sale cinematografiche statunitensi il 28 dicembre 1935 dopo essere stato presentato in anteprima il 19 dicembre (a New York, fu proiettato il 26 dicembre). Ebbe una distribuzione internazionale e, nel 1936, uscì in Austria, in Turchia, in Francia (20 febbraio), in Danimarca (5 marzo), in Svezia (16 marzo), in Finlandia (29 marzo), in Messico (23 aprile), Paesi Bassi (24 aprile), Argentina (28 aprile), Giappone (in maggio), Norvegia (14 maggio), Irlanda (7 agosto), Portogallo (10 novembre). Nel gennaio 1937, fu distribuito in Islanda e il 13 novembre 1939, a Madrid. Ne fu fatta una riedizione che venne distribuita nel 1949 e 1950.
In Italia fu distribuito nell'aprile 1936.

## Critica
(La Stampa, 19 aprile 1936)